# Hypaeus luridomaculatus
Hypaeus luridomaculatus är en spindelart som beskrevs av Simon 1900. Hypaeus luridomaculatus ingår i släktet Hypaeus och familjen hoppspindlar. Inga underarter finns listade i Catalogue of Life.